# Fångad av en stormvind
"Fångad av en stormvind" (capturat de un vânt furtunos) este un cântec al cântăreței-compozitor suedeze Carola Häggkvist. A fost scris și produs de Stephan Berg. Melodia este cel mai bine cunoscută ca fiind câștigătoarea Concursului Muzical Eurovision 2003, ținut la Roma.
"Fångad av en stormvind" a ajuns la numărul trei la clasamentul din Suedia și numărul 6 la  clasamentul din Norvegia, în timp ce versiunea în engleză "Captured by a Lovestorm"  a intrat în clasamente din Austria, Belgia (Flandra) și Țările de Jos.

## Concursul Muzical Eurovision
Carola a câștigat Melodifestivalen 1991 și, prin urmare, a devenit reprezentanta Suediei la Eurovision. La concurs, Carola a interpretat a opta, urmând melodia Luxemburgului (Sarah Bray -  "Un baiser volé") și precedând melodiei Franței (Amina with "C'est le dernier qui a parlé qui a raison). La finalul votului, Suedia și Franța aveau fiecare 146 de puncte. Cu toate acestea, Suedia a fost declarată câștigătoare deoarece a primit mai multe voturi de 10 puncte decât Franța, aceea fiind procedura vremii. Regula a fost dată cu scopul de a împarți victoria, precum a fost la Eurovision 1968. Concursul Eurovision din 1991 a fost primul și ultimul în care a fost folosită această procedură.
Carola a dat Suediei a treia victorie la concurs, înaintea sa câștigând ABBA "Waterloo" în 1974 și Herreys cu "Diggi-Loo Diggi-Ley" în 1984.
A fost a doua dată când Carola a reprezentat Suedia la Eurovision, după 1983 cu melodia "Främling", care a ieșit pe locul 3.

## Track listing
| - 7-inch single (varianta suedeză) 1. "Fångad av en stormvind" — 3:00 2. "Captured by a Lovestorm" — 3:00 - Maxi single (varianta suedeză) 1. "Captured by a Lovestorm" — 3:00 2. "Fångad av en stormvind" — 3:00 3. "Captured by a Lovestorm (12-inch Hurricane Remix)" — 5:37 4. "Captured by a Lovestorm (7-inch Hurricane Remix)" — 3:03 - "Captured by a Lovestorm" 12-inch single (Swedish edition) A-side 1. "Captured by a Lovestorm (12-inch Hurricane Remix)" — 5:37 B-side 1. "Captured by a Lovestorm" — 3:00 2. "Captured by a Lovestorm (7-inch Hurricane Remix)" — 3:03 | - "Captured by a Lovestorm" 7-inch single (varianta europeană) A-side 1. "Captured by a Lovestorm" — 3:00 2. "Fångad av en stormvind" — 3:00 - "Captured by a Lovestorm" (varianta europeană) 1. "Captured by a Lovestorm" — 3:00 2. "Fångad av en stormvind" — 3:00 3. "Captured by a Lovestorm" — 3:00 4. "Captured by a Lovestorm (7-inch Hurricane Remix)" — 3:03 |

## Clasamente și certificații

### Poziții în clasamente
| Clasament                   | Poziția de vârf |
| --------------------------- | --------------- |
| Austria (Ö3 Austria Top 40) | 22              |
| Belgia (Flanders Top 30)    | 15              |
| Norvegia (VG-lista)         | 6               |
| Suedia (Sverigetopplistan)  | 3               |
| Olanda (Dutch Top 40)       | 65              |

### Certificații
| Regiune | Certificări | Vânzări |
| --- | ----------- | ------- |
| Suedia (GLF) | Gold        | 25.000x |
| *cifrele de vânzări sunt bazate pe un singur certificat ^cifrele cargo sunt bazate pe un singur certificat xcifrele nespecificate sunt bazate pe un singur certificat |             |         |

## Cover-uri
Trupa suedeză de heavy metal Black Ingvars  pe albumul lor din 1998 Schlager Metal.
"Auricom"  - "Fångad av en korvring"  Această variantă a cântecului a fost folosită pe site-ul OMFGDOGS.
Cântărețul urban cilean DJ Méndez în 2005, la un festival de sărbătorire a 50 de ani de la Melodifestivalen. Cântecul a ieșit pe locul 9 din 10.